# Acksjön, Gästrikland
Acksjön är en sjö i Gävle kommun i Gästrikland och ingår i Dalälvens huvudavrinningsområde. Sjön är känd sedan år 1658. Områdesnamnet för trakten där Axsjön finns är Bodarna. Sjön har en area på 0,354 kvadratkilometer och ligger 70 meter över havet. 

## Delavrinningsområde
Acksjön ingår i det delavrinningsområde (670712-157093) som SMHI kallar för Ovan 670671-157024. Medelhöjden är 72 meter över havet och ytan är 1,76 kvadratkilometer. Det finns inga avrinningsområden uppströms utan avrinningsområdet är högsta punkten. Vattendraget som avvattnar avrinningsområdet har biflödesordning 2, vilket innebär att vattnet flödar genom totalt 2 vattendrag innan det når havet efter 59 kilometer. Avrinningsområdet består mestadels av skog (79 procent). Avrinningsområdet har 0,36 kvadratkilometer vattenytor vilket ger det en sjöprocent på 20,2 procent.